# Franz Weiße
Franz Weiße (1878–1952) war ein deutscher Buchbindermeister. Er wurde insbesondere durch sein Werk Die Kunst des Marmorierens, oder, Die Herstellung von Buchbinder-Buntpapieren mit Wasserfarben auf schleimhaltigem Grund bekannt.

## Leben
Während seiner fünfjährigen Lehre war er zunächst „Buchhändler, Papierhändler, Buchbinder, Kurz- , Galanterie- und Spielwarenhändler, Glaser, Kunsthändler, Hagelversicherungsagent und noch manches mehr“. In dem Geschäft, in dem er arbeitete, wurde auch eine Leihbibliothek mit ca. 4500 Bänden betrieben, die er zu pflegen und ggf. neu zu binden hatte. Nach den fünf Jahren ging er zu einem Buchbinder in die Lehre, um sich in diesem Handwerk, insbesondere in der Handvergoldung zu vervollkommnen.
Seit 1912 war er für lange Jahre allein leitender Lehrer für Buchbinderei an der staatlichen Kunstgewerbeschule in Hamburg. Nicht nur aufgrund dieser seiner Stellung ging er „seinen eigenen Weg und folgt nicht nur, wie manche jüngere deutsche Buchbinder, den Spuren anderer“. Charakteristisch für Weiße war der Blinddruck auf seinem bevorzugten Material Schweinsleder.
Weiße gilt als spiritus rector der Abspaltung der Vereinigung MDE – Meister der Einbandkunst als Konkurrenzorganisation zum Jakob-Krause-Bund als älterer Vereinigung deutscher Kunstbuchbinder.
In den 1930er Jahren war er Schriftleiter der Zeitschrift Der Buchbinderlehrling.

### Zu Einbänden Franz Weißes
- Neue Einbände von Franz Weisse, Hamburg. In: Archiv für Buchbinderei und verwandte Geschäftszweige. - Halle a. S. Bd. 12, 1912/1913, Nr. 1, S. 2–6 Digitalisat auf Internet Archive
- Neue Einbände von Franz Weiße, Hamburg. In: Archiv für Buchbinderei und verwandte Geschäftszweige Bd. 20, 1920: S. 15–21 mit Abb	Digitalisat auf Internet Archive
- Neue Einbände von Franz Weiße. In: Archiv für Buchbinderei und verwandte Geschäftszweige Bd. 22, 1922: S. 13–19 mit Abb. Digitalisat auf Internet Archive
- Bucheinbände von Franz Weisse. In: Jahrbuch der Einbandkunst Bd. 3/4, 1929/30: S. 134–138 Digitalisat auf Internet Archive